# Kinna McInroe
Kinna McInroe (Levelland, 30 april 1973) is een Amerikaans actrice.
Zij is vooral bekend voor haar rol Nina in de film Office Space. Daarnaast verscheen zij in diverse televisieseries, waaronder CSI, Strong Medicine, Criminal Minds en The Bernie Mac Show.
McInroe houdt zich behalve met acteren ook bezig met schrijven en zang. Daarnaast studeert zij improvisatietheater bij Gary Austin, de oprichter van comedyclub The Groundlings.

## Filmografie

### Speelfilms en korte films
| Jaar | Film                   | Rol                        | Bijzonderheden                                               |
| ---- | ---------------------- | -------------------------- | ------------------------------------------------------------ |
| 1999 | Office Space           | Nina                       |                                                              |
| 2000 | Where the Heart is     | Medewerker Wal-Mart        |                                                              |
| 2002 | Almost                 | Sue                        |                                                              |
| 2002 | The Anarchist Cookbook | Rolschaatsende serveerster |                                                              |
| 2003 | F.A.T.                 | Jeanette                   |                                                              |
| 2005 | 2005 BET Comedy Awards | Barbara Matthews           |                                                              |
| 2006 | The Suicide            | Diana                      | Won Beste Nieuwkomer bij het Miami Underground Film Festival |
| 2006 | Grilled                | Elyse Gorman (onvermeld)   |                                                              |
| 2006 | Dorm Daze 2            | Olga                       |                                                              |
| 2008 | Stone & Ed             | Nurse                      |                                                              |
| 2008 | Yard of Blondes        | Boerenvrouw                |                                                              |
| 2008 | Cupcake                | Candi                      |                                                              |
| 2009 | Broken August          | Nurse Kinna                |                                                              |
| 2009 | Elsewhere              | Candy                      |                                                              |
| 2009 | Love Never Tires       | Darlene                    |                                                              |

### Televisieseries
| Jaar      | Titel                          | Rol           | Aflevering(en)                                                      |
| --------- | ------------------------------ | ------------- | ------------------------------------------------------------------- |
| 2002      | The Bernie Mac Show            | Pat           | Episode: "Carfool"                                                  |
| 2004      | Strong Medicine                | Marnie        | Episode: "Weights and Measures"                                     |
| 2004–2005 | American Dreams                | Sister Claire | Episodes: "No Satisfaction", "Truth Be Told" en "So Long, Farewell" |
| 2005      | CSI: Crime Scene Investigation | Brenda Morgan | Episode: "Big Middle"                                               |
| 2011      | Criminal Minds                 | Gwen          | Episode: "Proof"                                                    |